# Albert-Jan Evenhuis
Albert-Jan Evenhuis (Noord-Sleen, 8 december 1941 - Doetinchem, 13 januari 2011) was een Nederlands politicus en staatssecretaris voor de VVD.
Voor hij Tweede Kamerlid werd was Evenhuis onderwijzer en leraar geschiedenis. Hij kruiste in de Kamer aanvankelijk vooral de degens met minister Van Kemenade over de middenschool. Hij hield zich later ook met binnenlands bestuur, landbouw, recreatie en defensie bezig en was voorzitter van de Defensiecommissie. Als vicefractievoorzitter was hij de vertrouweling van Ed Nijpels. In het tweede kabinet-Lubbers was hij staatssecretaris voor midden- en kleinbedrijf.
Als bewindspersoon was Evenhuis, samen met staatssecretaris Dees, verantwoordelijk voor de invoering van de Tabakswet van 1988, die het roken in openbare gebouwen beperkte, voorschreef dat op verpakkingen van tabaksproducten een waarschuwing moest komen, radio- en televisiereclame voor tabaksproducten verbood en verkoop van tabaksproducten in de gezondheidszorg, instellingen van maatschappelijke dienstverlening, sportkantines en scholen verbood. Het wetsvoorstel was in 1984 ingediend door de staatssecretarissen Van der Reijden en Van Zeil.

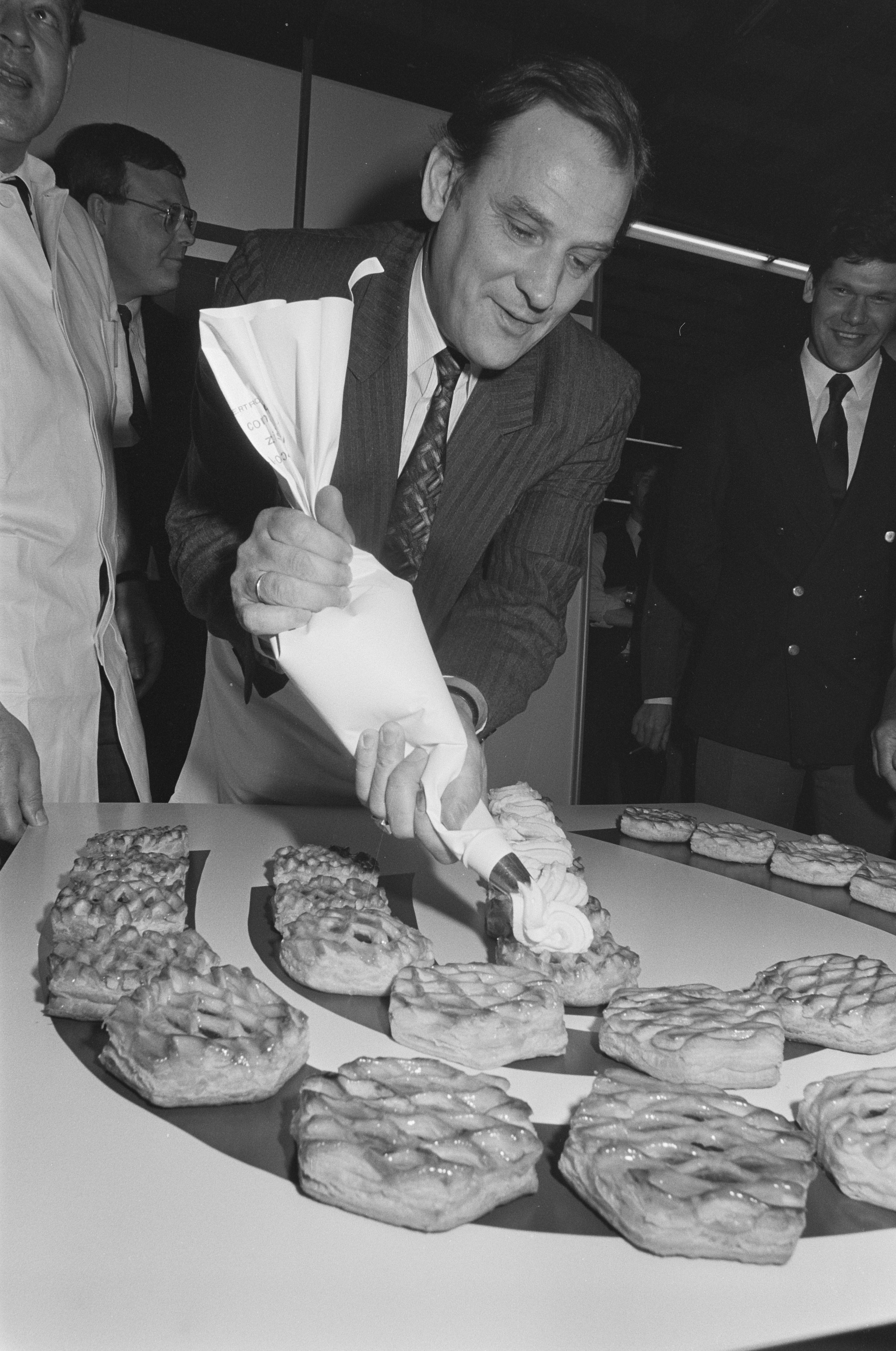
Staatssecretaris Evenhuis opent Nebato Tech in Utrecht door gebakjes met slagroom te bespuiten

## Aftreden
Evenhuis moest aftreden na publicaties in NRC Handelsblad over een dubieuze lening. De krant onthulde dat een lening van 225.000 gulden niet alleen voor de zwager van Evenhuis bedoeld was, zoals Evenhuis op vragen van D66-Kamerlid Maarten Engwirda had geantwoord, maar ook voor Evenhuis zelf. Omdat het bedrijf waarvan Evenhuis geleend had (Giethoorn Beheer BV) in 1987 een investeringssubsidie had gekregen ontstond de indruk van belangenverstrengeling.
Evenhuis was de eerste demissionaire bewindsman die moest aftreden in de Nederlandse politieke geschiedenis. Hij werd later vrijgesproken, maar had inmiddels de politiek al verlaten.
In 1997 werden Evenhuis, zijn zwager en de oud-directeur van de Groningse Kredietbank gedagvaard. Zowel in deze rechtszaak als in hoger beroep werd Evenhuis vrijgesproken van oplichting. Wel werd hij veroordeeld tot een boete van 50.000 gulden wegens belastingfraude.
In 2001 werd Evenhuis voorzitter van het Adviescollege Grenzeloze Veluwe van het Rijk en de provincie Gelderland. Hoofdtaak van het AGV was om te onderzoeken of de Veluwe een nationaal park kon worden, dat wil zeggen een categorie II-gebied. Daarvoor bleek onder de terreineigenaren onvoldoende draagvlak te bestaan. Het AGV stelde daarom voor er een nationaal landschap van te maken (categorie V). Dat werd in 2005 ingesteld en vastgelegd in de Nota Ruimte, samen met een reeks andere nationale landschappen. Ook stelde het AGV voor een Veluweraad in te stellen met een eigen kantoor en budget, maar die kwam er nooit.
Evenhuis was gehuwd met Aaltina Evenhuis-Meppelink, sinds oktober 2005 waarnemend burgemeester van Vlist. Het paar had twee kinderen. Hij overleed op 69-jarige leeftijd aan kanker.
- Biografisch Portaal: 60481448
- International Standard Name Identifier: 0000 0003 8775 4587
- Nederlandse Thesaurus van Auteursnamen: 07316240X
- Parlement.com: vg09llee9qq8
- Virtual International Authority File: 280756095
- WorldCat: E39PBJtmpKm6QwWJD6VbfxqhHC